# あるなしクイズ
あるなしクイズは思考力が試されるクイズの一種である。種類としては古くから存在したが、「あるなしクイズ」という呼称自体は芦ヶ原伸之の考案による。「あるなしパズル」（小説家・パズル作家の雅孝司による）、「あるないクイズ」とも呼ばれる。さらに略して「あるなし」、「あるない」とも言われる。
この種のクイズは江戸時代には既に存在していたと、雅孝司の著書に記載されているが、根拠の記載がないため、その真偽は不明である。この件についてはパズル研究家の田守伸也が調べており、1891年（明治24年）の『考物博士』にあるなしクイズが載っていることが確認されている。
また雅孝司は1982年の著書で1作発表しているが、広く流行したのは、芦ヶ原の監修によるテレビ番組『マジカル頭脳パワー!!』（後述）で取り上げられたのがきっかけである。

## 概要
出題者はある共通点を持つ言葉を左側の「ある」の欄に列記し、その共通点に当てはまらない言葉は右側の「なし」の欄に列記する。このとき、「ある」の言葉と「なし」の言葉は常に同数になるように列記し、「ある」と「なし」それぞれの内の順番が同じ言葉は意味や響きが似た1対の言葉とするのが一般的である。解答者は、これらの列記された言葉をヒントに、「ある」の言葉が持っている共通点を当てる。「ある」「なし」の言葉は、出題者の裁量によって追記される場合もある。
多くの問題は「ある」の言葉が特殊な例となるため、「ある」の言葉だけ見ても正解を導ける。ただし、問題によっては「なし」を見なければ正解が困難なものもある。また、通常とは逆に「なし」の部分に持たせた共通点を回答としている場合もある。
あるなしクイズのパターンには
1. 特定の文字をくっつけると別の言葉になる（通称「くっつき」）
2. 特定の文字を変換すると別の言葉になる
3. 特定の文字を取り除くと別の言葉になる
4. 言葉の中に別の言葉が隠れている（通称「隠れ言葉」）
5. 字面には関係なく、言葉・現物そのものの特性や共通点に関連すること

1.-4.のパターンは字面に関するもので、ある特定の言語、たとえば日本語に依存するものであるため、他の言語に訳すれば問題が成立しなくなるケースが多い。5.の場合は純粋な知識を試されるケースが多く、また「ある」「なし」の言葉を外国語に訳しても成立することがある。どれに該当するかは解答者自身が推理しなければならない。「くっつき」と「隠れ言葉」およびその発展形は他の形式より比較的問題を作りやすい傾向にある。
発展形として、あるなしの法則には列挙する順番などが関係しているものもある。後述の例2を参照のこと。
あるなしクイズは以下の番組などで放送された。
- 『マジカル頭脳パワー!!』（日本テレビ系）
- 『笑っていいとも』 「それ絶対やってみよう」のコーナー（フジテレビ系）
- 『サルヂエ』（中京テレビ・日本テレビ系）
- 『笑っていいとも!新春祭』（1月の特別番組、フジテレビ系）
- 『おはスタ』第1部内の「頭脳バトル」「IQバトル」等のコーナー（テレビ東京系）
- 『クイズ!脳ベルSHOW』「クイズ!脳みそフル回転」（BSフジ）※現在放送中

## 例題
例1
| ある   | なし       |
| ------ | ---------- |
| ギフト | プレゼント |
| 四月   | 五月       |
| 教頭   | 教諭       |
| 観光地 | 繁華街     |
答えは「『ある』のほうの言葉には都道府県名が隠れている」（パターン4「隠れ言葉」、ぎふと（岐阜）、しがつ（滋賀）、きょうとう（京都）、かんこうち（高知））。
例2
| ある   | なし       |
| ------ | ---------- |
| ねぎ   | しそ       |
| 後ろ   | 前         |
| トライ | チャレンジ |
| 雨季   | 乾季       |
答えは「『ある』方の言葉には十二支の音読みが隠れている」（パターン4「隠れ言葉」、子（ね）→丑（うし）→寅（とら）→卯（う））で、列挙する順番が関係している例である。
特殊なパターンとして、「ある」から始まって、「ある」方の言葉を順番につなげるとしりとりになっている（例：ある→るつぼ→貿易→……）、「ある」方の言葉を順番につなげると童謡の歌詞になる（例：豆→蛾→星→イカ→空→やる→象→みんな→出中→欲→食べに来い）というパターンもあった。
例3
| ある | なし |
| ---- | ---- |
| あざ | 傷   |
| ポカ | ミス |
| 皿   | 椀   |
| 西   | 北   |
答えは「『○ん○ん』という言葉が作れる」（あんざん、ポンカン、さんらん、にんしん（妊娠））で、パターン1「文字がくっついて他の言葉になる」問題の一例である。
例4
| ある   | なし       |
| ------ | ---------- |
| 碁     | 将棋       |
| 母子   | 父子       |
| グラス | コップ     |
| 会社   | 自治体     |
| リラ   | ライラック |
答えは「順に頭に『いち』（一）『に』（二）『さん』（三）『し』（四）『ご』（五）を付けると別の言葉になる（イチゴ、煮干し、サングラス、司会者、ゴリラ）」。上と同様「文字がくっついて別の言葉になる」系の問題だが、例2のように順番が関係している。
例5
| ある   | なし           |
| ------ | -------------- |
| 雄     | 男             |
| 猿     | 犬             |
| 汁     | スープ         |
| 春     | 秋             |
| 億     | 万             |
| 蛙     | オタマジャクシ |
| クラス | 教室           |
答えは｢変換させると動詞になる言葉｣（押す、去る、知る、貼る、置く、帰る、暮らす）｡言葉の文字をそのまま使い、意味だけを変える場合もある｡
例6
| ある     | なし         |
| -------- | ------------ |
| コマ     | 凧揚げ       |
| 缶       | ペットボトル |
| メカ     | ロボット     |
| 栗       | 桃           |
| 貝       | 魚           |
| 箸       | フォーク     |
| フランス | ハワイ       |
答えは｢真ん中に『だ』が入る言葉｣（小玉、花壇、メダカ、下り、課題、裸足、フラダンス）｡くっつくパターンの変則的なパターンである｡尚、この場合の｢ある｣の項目の文字数は必ず偶数になる｡
例7
| ある         | なし     |
| ------------ | -------- |
| エレベーター | 階段     |
| 双六         | 将棋     |
| 雨           | 曇り     |
| ゴンドラ     | 机       |
| バッテリー   | エンジン |
| 天ぷら       | 刺身     |
答えは「あがる（上がる、揚がるなど）物」（注:「あがる」は外国語と解釈によって全く別の言葉となるため、これも日本語に依存している）。項目のその物の性質に注目した方が解きやすいものもある。
例8
| ある         | なし         |
| ------------ | ------------ |
| ティーカップ | ワイングラス |
| 火           | 水           |
| 屋根瓦       | 窓ガラス     |
| 風呂敷       | ビニール袋   |
答えは「『ある』のほうには色がある（パターン5、『ない』のほうは透明）」。一般的なあるなしクイズは「なし」のほうは重要でないが、この問題のように「なし」のほうに注目したほうが解きやすいものもある。
例9
| ある         | なし       |
| ------------ | ---------- |
| シンガポール | マレーシア |
| トルコ       | シリア     |
| オーストリア | イタリア   |
| スイス       | フランス   |
| デンマーク   | ドイツ     |
| カナダ       | アメリカ   |
答えは「『ある』の方の国旗は『赤』と『白』の2色が用いられている。（パターン5）
例10
| ある     | なし       |
| -------- | ---------- |
| 漢字     | ひらがな   |
| 名前     | 住所       |
| 男       | 女         |
| 地球     | 火星       |
| 富士山   | エベレスト |
| 円       | ドル       |
| 夏目漱石 | 芥川龍之介 |
| スカシ   | バカシ     |
答えは「『ある』のほうは日本の紙幣に印刷されているもの」であったが、これは『マジカル頭脳パワー!!』で出題した当時のものであり、2000年以降は成立しなくなっている（女性は2000年から発行が開始された二千円札の紫式部や2004年発行の五千円札に描かれた樋口一葉。そして、2004年発行の千円札の肖像は夏目漱石から野口英世に代わり、五千円札からは地球・富士山が削除されている）。このように、出題当時は成立していても後の時代（あるいは前の時代）では成立しなくなる問題も存在する。
例1-例7の問題が日本語の字面に依存する（外国語では成立しづらい）ものであるのに対し、例8-例10は日本語の字面に依存せず、外国語に訳しても成立する（また、知識そのものが試される）。

## バリエーション
あるなしクイズにはいくつかの変種が見られる。
例題を答えさせるもの
法則を答えるのではなく、当てはまる例を自分で考えてそれを答える必要がある。例えば前出の例1の場合では、「『お下がり』にはあるけど『お古』にはない」などと解答する。この形式の場合、法則を割り出すことができても例題が思い付かずに解答できない、あるいは他の解答者に大きなヒントとなる例題となることもある。『マジカル頭脳パワー!!』において一時期採用されていた。
「ある」か「ない」のどちらに当てはまるのかを答えさせるもの
法則を答えるのではないという点では、上記の「例題を答えさせるもの」と共通である。この「「ある」か「ない」のどちらに当てはまるのかを答えさせるもの」では、問題の最後に登場するものが「ある」か「ない」のどちらに当てはまるのかを答えなければならない。例えば前出の例1の場合、問題の最後に「『探し物』はどちらに当てはまる？」などと聞かれ、その質問に答える。ちなみに、この場合は「探し物」という言葉の中に「さが（佐賀）」という言葉が含まれているため、「ある」と答えれば正解となる。
グループAとBに分けるもの
グループAとBに分けられた物事から共通する法則を導き出し、最後に出したサンプルをAかBか理由も含めて当てる。あるなしクイズとの大きな違いは、あるなしクイズの「ある」に当たるのがどちらか分からない点にある。『脳内エステ IQサプリ』（フジテレビ系）のコーナー、「サプリdeどっち？」でこの出題形式が見られた。

## 関連人物
- ウエストランド - お笑いコンビ。M-1グランプリ2022であるなしクイズを題材にした漫才を2本披露し、優勝した。